# Əsgərbəyli
Əsgərbəyli è un comune dell'Azerbaigian situato nel distretto di Sabirabad. Conta una popolazione di 990 abitanti.